# Tranosema hyperboreum
Tranosema hyperboreum är en stekelart som först beskrevs av Thomson 1887.  Tranosema hyperboreum ingår i släktet Tranosema och familjen brokparasitsteklar. Inga underarter finns listade i Catalogue of Life.